# 김진화 (조선)
김진화(金鎭華, 1793년 ~ 1850년)는 조선(朝鮮)의 문관(文官) 겸 시인(詩人)으로 활약한 순조·헌종 임금 때의 청백리(淸白吏)이자 명목민관(名牧民官)이었고 본관은 의성(義城)이다.

## 생애

### 일생
글을 읽고 시를 짓는 서생으로 초야에 묻히며 지내다가 1828년 학행으로 문음제(음서) 천거되어 이후 창릉참봉(昌陵參奉)·자문감봉사(紫門監奉事)·한성부판관·충청도 아산현령·전라도 진산현령·전라도 무장현령을 거쳐 전라도 능주목사를 역임하면서 목민관으로서 백성들에게 선정을 베풀었다는 칭송을 받았는데 1834년 충청도 아산현령 시절에는 재난을 입은 백성들을 구휼한 공적으로 포상을 받기도 하였으며 1847년 관직에서 은퇴하였다.

## 인물평
그는 천성이 강직하리만큼 올곧은 성품을 가진 탓에 윗사람들 앞에서도 거침없이 직언을 서슴지 않아 다른 사람들을 당황하게끔 하기도 하였다고 전한다.

## 관련 등장 대중문화 작품

### 영화
- 1973년 《꼬마신랑의 한》의 김유소 ... (배우: 최삼) ... 김진화를 모티브로 한 캐릭터